# Paris-Roubaix for kvinder 2022
Paris-Roubaix for kvinder 2022 var den 2. udgave af den franske brostensklassiker Paris-Roubaix for kvinder. Linjeløbet blev kørt 16. april 2022 med start i Denain og mål på Vélodrome André-Pétrieux i Roubaix. Løbet var en del af UCI Women's World Tour 2022. Løbet blev vundet af italienske Elisa Longo Borghini fra Trek-Segafredo.

## Resultat
| \| Samlede stilling \| Samlede stilling \| Samlede stilling \| Samlede stilling \| Samlede stilling \| \| Rytter \| Rytter \| Hold \| Tid \| \| \| ---------------- \| --------------------------- \| ---------------------------------- \| ---------------- \| ---------------- \| \| 1. \| Elisa Longo Borghini \| Trek-Segafredo \| 3t 10' 54" \| \| \| 2. \| Lotte Kopecky \| SD Worx \| + 23" \| \| \| 3. \| Lucinda Brand \| Trek-Segafredo \| + 23" \| \| \| 4. \| Elise Chabbey \| Canyon-SRAM Racing \| + 23" \| \| \| 5. \| Marta Cavalli \| FDJ-Nouvelle Aquitaine-Futuroscope \| + 23" \| \| \| 6. \| Floortje Mackaij \| Team DSM \| + 23" \| \| \| 7. \| Ellen van Dijk \| Trek-Segafredo \| + 23" \| \| \| 8. \| Chantal van den Broek-Blaak \| SD Worx \| + 32" \| \| \| 9. \| Georgi Pfeiffer \| Team DSM \| + 2' 22" \| \| \| 10. \| Sandra Alonso \| Ceratizit-WNT Pro Cycling \| + 2' 22" \| \| |                             |                                    |            |
| |                             |                                    |            |
| Kilde: ProCyclingStats |                             |                                    |            |
| Samlede stilling |                             |                                    |            |
| Rytter | Rytter                      | Hold                               | Tid        |
| 1. | Elisa Longo Borghini        | Trek-Segafredo                     | 3t 10' 54" |
| 2. | Lotte Kopecky               | SD Worx                            | + 23"      |
| 3. | Lucinda Brand               | Trek-Segafredo                     | + 23"      |
| 4. | Elise Chabbey               | Canyon-SRAM Racing                 | + 23"      |
| 5. | Marta Cavalli               | FDJ-Nouvelle Aquitaine-Futuroscope | + 23"      |
| 6. | Floortje Mackaij            | Team DSM                           | + 23"      |
| 7. | Ellen van Dijk              | Trek-Segafredo                     | + 23"      |
| 8. | Chantal van den Broek-Blaak | SD Worx                            | + 32"      |
| 9. | Georgi Pfeiffer             | Team DSM                           | + 2' 22"   |
| 10. | Sandra Alonso               | Ceratizit-WNT Pro Cycling          | + 2' 22"   |

## Hold og ryttere
| translation for headoftableIII_translate index 58 not found (14)- Canyon-SRAM Racing - EF Education-TIBCO-SVB - FDJ Nouvelle Aquitaine Futuroscope - Human Powered Health - Liv Racing Xstra - Movistar Team - Roland Cogeas-Edelweiss Squad - Team BikeExchange-Jayco - Team DSM - Team Jumbo-Visma - SD Worx - Trek-Segafredo - UAE Team ADQ - Uno-X Pro Cycling Team UCI Women's Kontinentalhold (10)- Ceratizit-WNT Pro Cycling - Parkhotel Valkenburg - Valcar-Travel & Service - Arkéa Pro Cycling Team - Cofidis - Le col-Wahoo - AG Insurance NXTG - Plantur-Pura - Stade Rochelais Charente-Maritime - St Michel-Auber 93 |
| |

### Danske ryttere
| Danske ryttere på startlisten |                |                        |           |
| Rygnummer                     | Rytter         | Hold                   | Placering |
| 41                            | Emma Norsgaard | Movistar Team          | 11        |
| 204                           | Julie Leth     | Uno-X Pro Cycling Team | 32        |

* DNF = gennemførte ikke

### Startliste
| Trek-Segafredo TFS | Trek-Segafredo TFS                    | Trek-Segafredo TFS |
| ------------------ | ------------------------------------- | ------------------ |
| Nr.                | Rytter                                | Placering          |
| 1                  | Elisa Balsamo (ITA) (landevej)        | DNF                |
| 2                  | Lucinda Brand (NED)                   | 3.                 |
| 3                  | Audrey Cordon-Ragot (FRA)             | 27.                |
| 4                  | Chloe Hosking (AUS)                   | 76.                |
| 5                  | Elisa Longo Borghini (ITA) (landevej) | 1.                 |
| 6                  | Ellen van Dijk (NED) (landevej)       | 7.                 |

| Team Jumbo-Visma TJV | Team Jumbo-Visma TJV   | Team Jumbo-Visma TJV |
| -------------------- | ---------------------- | -------------------- |
| Nr.                  | Rytter                 | Placering            |
| 11                   | Marianne Vos (NED)     | DNF                  |
| 12                   | Teuntje Beekhuis (NED) | 14.                  |
| 13                   | Romy Kasper (GER)      | 19.                  |
| 14                   | Riejanne Markus (NED)  | 31.                  |
| 15                   | Linda Riedmann (GER)   | DNF                  |
| 16                   | Coryn Labecki (USA)    | 24.                  |

| SD Worx SDW | SD Worx SDW                        | SD Worx SDW |
| ----------- | ---------------------------------- | ----------- |
| Nr.         | Rytter                             | Placering   |
| 21          | Lotte Kopecky (BEL) (landevej)     | 2.          |
| 22          | Elena Cecchini (ITA)               | DNF         |
| 23          | Roxane Fournier (FRA)              | 47.         |
| 24          | Christine Majerus (LUX) (landevej) | 26.         |
| 25          | Lonneke Uneken (NED)               | 98.         |
| 26          | Chantal van den Broek-Blaak (NED)  | 8.          |

| UAE Team ADQ UAD | UAE Team ADQ UAD               | UAE Team ADQ UAD |
| ---------------- | ------------------------------ | ---------------- |
| Nr.              | Rytter                         | Placering        |
| 31               | Marta Bastianelli (ITA)        | 15.              |
| 32               | Maaike Boogaard (NED)          | 46.              |
| 33               | Eugenia Bujak (SLO) (landevej) | 66.              |
| 34               | Alena Ivantjenko (RUS)         | DNF              |
| 35               | Marija Novolodskaja (RUS)      | DNF              |
| 36               | Laura Tomasi (ITA)             | 79.              |

| Movistar Team MOV | Movistar Team MOV            | Movistar Team MOV |
| ----------------- | ---------------------------- | ----------------- |
| Nr.               | Rytter                       | Placering         |
| 41                | Emma Norsgaard (DEN)         | 11.               |
| 42                | Aude Biannic (FRA)           | 44.               |
| 43                | Jelena Erić (SRB) (landevej) | 33.               |
| 44                | Alicia González Blanco (ESP) | DNF               |
| 45                | Barbara Guarischi (ITA)      | 40.               |
| 46                | Lourdes Oyarbide (ESP)       | 81.               |

| Team DSM DSM | Team DSM DSM                     | Team DSM DSM |
| ------------ | -------------------------------- | ------------ |
| Nr.          | Rytter                           | Placering    |
| 51           | Lorena Wiebes (NED)              | 45.          |
| 52           | Georgi Pfeiffer (GBR) (landevej) | 9.           |
| 53           | Megan Jastrab (USA)              | 39.          |
| 54           | Charlotte Kool (NED)             | 85.          |
| 55           | Floortje Mackaij (NED)           | 6.           |
| 56           | Elise Uijen (NED)                | 64.          |

| FDJ-Nouvelle Aquitaine-Futuroscope FSF | FDJ-Nouvelle Aquitaine-Futuroscope FSF | FDJ-Nouvelle Aquitaine-Futuroscope FSF |
| -------------------------------------- | -------------------------------------- | -------------------------------------- |
| Nr.                                    | Rytter                                 | Placering                              |
| 61                                     | Marta Cavalli (ITA)                    | 5.                                     |
| 62                                     | Stine Borgli (NOR)                     | 63.                                    |
| 63                                     | Grace Brown (AUS)                      | 12.                                    |
| 64                                     | Eugénie Duval (FRA)                    | 72.                                    |
| 65                                     | Maëlle Grossetête (FRA)                | 35.                                    |
| 66                                     | Marie Le Net (FRA)                     | 28.                                    |

| Le Col-Wahoo DRP | Le Col-Wahoo DRP               | Le Col-Wahoo DRP |
| ---------------- | ------------------------------ | ---------------- |
| Nr.              | Rytter                         | Placering        |
| 71               | Marjolein van 't Geloof (NED)  | 57.              |
| 72               | Eluned King (GBR)              | DNF              |
| 73               | María Martins (POR) (landevej) | 37.              |
| 74               | Flora Perkins (GBR)            | DNF              |
| 75               | April Tacey (GBR)              | 91.              |
| 76               | Gladys Verhulst (FRA)          | 59.              |

| Arkéa Pro Cycling Team ARK | Arkéa Pro Cycling Team ARK    | Arkéa Pro Cycling Team ARK |
| -------------------------- | ----------------------------- | -------------------------- |
| Nr.                        | Rytter                        | Placering                  |
| 81                         | Lucie Jounier (FRA)           | 69.                        |
| 82                         | Amandine Fouquenet (FRA)      | 30.                        |
| 83                         | Typhaine Laurance (FRA)       | DNF                        |
| 84                         | Marie-Morgane Le Deunff (FRA) | DNF                        |
| 85                         | Anaïs Morichon (FRA)          | 36.                        |
| 86                         | Greta Richioud (FRA)          | DNF                        |

| Ceratizit-WNT Pro Cycling WNT | Ceratizit-WNT Pro Cycling WNT          | Ceratizit-WNT Pro Cycling WNT |
| ----------------------------- | -------------------------------------- | ----------------------------- |
| Nr.                           | Rytter                                 | Placering                     |
| 91                            | Maria Giulia Confalonieri (ITA)        | 84.                           |
| 92                            | Sandra Alonso (ESP)                    | 10.                           |
| 93                            | Franziska Brauße (GER)                 | 78.                           |
| 94                            | Marta Lach (POL)                       | 22.                           |
| 95                            | Kathrin Schweinberger (AUT) (landevej) | DNF                           |
| 96                            | Lara Vieceli (ITA)                     | DNF                           |

| Team BikeExchange-Jayco BEX | Team BikeExchange-Jayco BEX | Team BikeExchange-Jayco BEX |
| --------------------------- | --------------------------- | --------------------------- |
| Nr.                         | Rytter                      | Placering                   |
| 101                         | Jessica Allen (AUS)         | DNF                         |
| 102                         | Teniel Campbell (TTO)       | 42.                         |
| 103                         | Nina Kessler (NED)          | DNF                         |
| 104                         | Ruby Roseman-Gannon (AUS)   | 52.                         |

| Canyon-SRAM Racing CSR | Canyon-SRAM Racing CSR | Canyon-SRAM Racing CSR |
| ---------------------- | ---------------------- | ---------------------- |
| Nr.                    | Rytter                 | Placering              |
| 111                    | Alice Barnes (GBR)     | 34.                    |
| 112                    | Shari Bossuyt (BEL)    | 48.                    |
| 113                    | Elise Chabbey (SUI)    | 4.                     |
| 114                    | Tiffany Cromwell (AUS) | 16.                    |
| 115                    | Lisa Klein (GER)       | 77.                    |
| 116                    | Sarah Roy (AUS)        | 41.                    |

| Valcar-Travel & Service VAL | Valcar-Travel & Service VAL | Valcar-Travel & Service VAL |
| --------------------------- | --------------------------- | --------------------------- |
| Nr.                         | Rytter                      | Placering                   |
| 121                         | Chiara Consonni (ITA)       | 25.                         |
| 122                         | Alice Maria Arzuffi (ITA)   | DNF                         |
| 123                         | Karolina Kumięga (POL)      | 55.                         |
| 124                         | Silvia Persico (ITA)        | DNF                         |
| 125                         | Ilaria Sanguineti (ITA)     | DNF                         |
| 126                         | Margaux Vigie (FRA)         | 71.                         |

| Liv Racing Xstra LIV | Liv Racing Xstra LIV            | Liv Racing Xstra LIV |
| -------------------- | ------------------------------- | -------------------- |
| Nr.                  | Rytter                          | Placering            |
| 131                  | Valerie Demey (BEL)             | 21.                  |
| 132                  | Alison Jackson (CAN) (landevej) | 13.                  |
| 133                  | Katia Ragusa (ITA)              | 88.                  |
| 134                  | Silke Smulders (NED)            | DNF                  |
| 135                  | Amber van der Hulst (NED)       | 38.                  |

| AG Insurance NXTG AGI | AG Insurance NXTG AGI   | AG Insurance NXTG AGI |
| --------------------- | ----------------------- | --------------------- |
| Nr.                   | Rytter                  | Placering             |
| 141                   | Mylène de Zoete (NED)   | DNF                   |
| 142                   | Senne Knaven (BEL)      | DNF                   |
| 143                   | Gaia Masetti (ITA)      | 68.                   |
| 144                   | Ilse Pluimers (NED)     | 23.                   |
| 145                   | Maud Rijnbeek (NED)     | 53.                   |
| 146                   | Eline Van Rooijen (NED) | DNF                   |

| Parkhotel Valkenburg PHV | Parkhotel Valkenburg PHV  | Parkhotel Valkenburg PHV |
| ------------------------ | ------------------------- | ------------------------ |
| Nr.                      | Rytter                    | Placering                |
| 151                      | Femke Markus (NED)        | 18.                      |
| 152                      | Leonie Bos (NED)          | DNF                      |
| 153                      | Mischa Bredewold (NED)    | 58.                      |
| 154                      | Lieke Nooijen (NED)       | DNF                      |
| 155                      | Kirstie van Haaften (NED) | DNF                      |
| 156                      | Sofie Van Rooijen (NED)   | DNF                      |

| EF Education-TIBCO-SVB TIB | EF Education-TIBCO-SVB TIB | EF Education-TIBCO-SVB TIB |
| -------------------------- | -------------------------- | -------------------------- |
| Nr.                        | Rytter                     | Placering                  |
| 161                        | Letizia Borghesi (ITA)     | DNF                        |
| 162                        | Tanja Erath (GER)          | 87.                        |
| 163                        | Clara Honsinger (USA)      | 29.                        |
| 164                        | Emma Langley (USA)         | DNF                        |
| 165                        | Abi Smith (GBR)            | 54.                        |
| 166                        | Magdeleine Vallieres (CAN) | 74.                        |

| Cofidis COF | Cofidis COF                   | Cofidis COF |
| ----------- | ----------------------------- | ----------- |
| Nr.         | Rytter                        | Placering   |
| 171         | Martina Alzini (ITA)          | 50.         |
| 172         | Victoire Berteau (FRA)        | 17.         |
| 173         | Alana Castrique (BEL)         | 20.         |
| 174         | Valentine Fortin (FRA)        | DNF         |
| 175         | Cédrine Kerbaol (FRA)         | 60.         |
| 176         | Gabrielle Pilote Fortin (CAN) | DNF         |

| Plantur-Pura ___ | Plantur-Pura ___               | Plantur-Pura ___ |
| ---------------- | ------------------------------ | ---------------- |
| Nr.              | Rytter                         | Placering        |
| 181              | Sanne Cant (BEL)               | 62.              |
| 182              | Manon Bakker (NED)             | 80.              |
| 183              | Kim de Baat (BEL)              | DNF              |
| 184              | Julie de Wilde (BEL)           | DNF              |
| 185              | Marion Norbert Riberolle (BEL) | 97.              |
| 186              | Aniek van Alphen (NED)         | 73.              |

| St Michel-Auber 93 AUB | St Michel-Auber 93 AUB | St Michel-Auber 93 AUB |
| ---------------------- | ---------------------- | ---------------------- |
| Nr.                    | Rytter                 | Placering              |
| 191                    | Elodie Le Bail (FRA)   | DNF                    |
| 192                    | Alison Avoine (FRA)    | 89.                    |
| 193                    | Simone Boilard (CAN)   | 61.                    |
| 194                    | Perrine Clauzel (FRA)  | 67.                    |
| 195                    | Barbara Fonseca (FRA)  | 70.                    |
| 196                    | Margot Pompanon (FRA)  | 65.                    |

| Uno-X Pro Cycling Team UXT | Uno-X Pro Cycling Team UXT  | Uno-X Pro Cycling Team UXT |
| -------------------------- | --------------------------- | -------------------------- |
| Nr.                        | Rytter                      | Placering                  |
| 201                        | Anniina Ahtosalo (FIN)      | 56.                        |
| 202                        | Susanne Andersen (NOR)      | 43.                        |
| 203                        | Hannah Barnes (GBR)         | 83.                        |
| 204                        | Julie Leth (DEN)            | 32.                        |
| 205                        | Amalie Lutro (NOR)          | 86.                        |
| 206                        | Mie Bjørndal Ottestad (NOR) | 95.                        |

| Stade Rochelais Charente-Maritime CMW | Stade Rochelais Charente-Maritime CMW       | Stade Rochelais Charente-Maritime CMW |
| ------------------------------------- | ------------------------------------------- | ------------------------------------- |
| Nr.                                   | Rytter                                      | Placering                             |
| 211                                   | India Grangier (FRA)                        | 92.                                   |
| 212                                   | Noémie Abgrall (FRA)                        | 96.                                   |
| 213                                   | Frances Janse van Rensburg (RSA) (landevej) | 93.                                   |
| 214                                   | Anastasija Kolesava (BLR)                   | DNF                                   |
| 215                                   | Kristina Nenadovic (FRA)                    | DNF                                   |
| 216                                   | Maëva Squiban (FRA)                         | DNF                                   |

| Human Powered Health HPW | Human Powered Health HPW | Human Powered Health HPW |
| ------------------------ | ------------------------ | ------------------------ |
| Nr.                      | Rytter                   | Placering                |
| 221                      | Mieke Kröger (GER)       | 75.                      |
| 222                      | Henrietta Christie (NZL) | 90.                      |
| 223                      | Katie Clouse (USA)       | DNF                      |
| 224                      | Evy Kuijpers (NED)       | 82.                      |
| 225                      | Makayla MacPherson (USA) | DNF                      |
| 226                      | Lily Williams (USA)      | 49.                      |

| Roland Cogeas-Edelweiss Squad CGS | Roland Cogeas-Edelweiss Squad CGS | Roland Cogeas-Edelweiss Squad CGS |
| --------------------------------- | --------------------------------- | --------------------------------- |
| Nr.                               | Rytter                            | Placering                         |
| 231                               | Hannah Buch (GER)                 | DNF                               |
| 232                               | Tamara Dronova-Balabolina (RUS)   | 51.                               |
| 233                               | Rotem Gafinovitz (ISR)            | 94.                               |
| 234                               | Diana Klimova (RUS)               | DNF                               |
| 235                               | Aline Seitz (SUI)                 | DNF                               |
| 236                               | Olga Sabelinskaja (UZB)           | DNF                               |

| Trek-Segafredo TFS | Trek-Segafredo TFS                    | Trek-Segafredo TFS |
| ------------------ | ------------------------------------- | ------------------ |
| Nr.                | Rytter                                | Placering          |
| 1                  | Elisa Balsamo (ITA) (landevej)        | DNF                |
| 2                  | Lucinda Brand (NED)                   | 3.                 |
| 3                  | Audrey Cordon-Ragot (FRA)             | 27.                |
| 4                  | Chloe Hosking (AUS)                   | 76.                |
| 5                  | Elisa Longo Borghini (ITA) (landevej) | 1.                 |
| 6                  | Ellen van Dijk (NED) (landevej)       | 7.                 |

| Team Jumbo-Visma TJV | Team Jumbo-Visma TJV   | Team Jumbo-Visma TJV |
| -------------------- | ---------------------- | -------------------- |
| Nr.                  | Rytter                 | Placering            |
| 11                   | Marianne Vos (NED)     | DNF                  |
| 12                   | Teuntje Beekhuis (NED) | 14.                  |
| 13                   | Romy Kasper (GER)      | 19.                  |
| 14                   | Riejanne Markus (NED)  | 31.                  |
| 15                   | Linda Riedmann (GER)   | DNF                  |
| 16                   | Coryn Labecki (USA)    | 24.                  |

| SD Worx SDW | SD Worx SDW                        | SD Worx SDW |
| ----------- | ---------------------------------- | ----------- |
| Nr.         | Rytter                             | Placering   |
| 21          | Lotte Kopecky (BEL) (landevej)     | 2.          |
| 22          | Elena Cecchini (ITA)               | DNF         |
| 23          | Roxane Fournier (FRA)              | 47.         |
| 24          | Christine Majerus (LUX) (landevej) | 26.         |
| 25          | Lonneke Uneken (NED)               | 98.         |
| 26          | Chantal van den Broek-Blaak (NED)  | 8.          |

| UAE Team ADQ UAD | UAE Team ADQ UAD               | UAE Team ADQ UAD |
| ---------------- | ------------------------------ | ---------------- |
| Nr.              | Rytter                         | Placering        |
| 31               | Marta Bastianelli (ITA)        | 15.              |
| 32               | Maaike Boogaard (NED)          | 46.              |
| 33               | Eugenia Bujak (SLO) (landevej) | 66.              |
| 34               | Alena Ivantjenko (RUS)         | DNF              |
| 35               | Marija Novolodskaja (RUS)      | DNF              |
| 36               | Laura Tomasi (ITA)             | 79.              |

| Movistar Team MOV | Movistar Team MOV            | Movistar Team MOV |
| ----------------- | ---------------------------- | ----------------- |
| Nr.               | Rytter                       | Placering         |
| 41                | Emma Norsgaard (DEN)         | 11.               |
| 42                | Aude Biannic (FRA)           | 44.               |
| 43                | Jelena Erić (SRB) (landevej) | 33.               |
| 44                | Alicia González Blanco (ESP) | DNF               |
| 45                | Barbara Guarischi (ITA)      | 40.               |
| 46                | Lourdes Oyarbide (ESP)       | 81.               |

| Team DSM DSM | Team DSM DSM                     | Team DSM DSM |
| ------------ | -------------------------------- | ------------ |
| Nr.          | Rytter                           | Placering    |
| 51           | Lorena Wiebes (NED)              | 45.          |
| 52           | Georgi Pfeiffer (GBR) (landevej) | 9.           |
| 53           | Megan Jastrab (USA)              | 39.          |
| 54           | Charlotte Kool (NED)             | 85.          |
| 55           | Floortje Mackaij (NED)           | 6.           |
| 56           | Elise Uijen (NED)                | 64.          |

| FDJ-Nouvelle Aquitaine-Futuroscope FSF | FDJ-Nouvelle Aquitaine-Futuroscope FSF | FDJ-Nouvelle Aquitaine-Futuroscope FSF |
| -------------------------------------- | -------------------------------------- | -------------------------------------- |
| Nr.                                    | Rytter                                 | Placering                              |
| 61                                     | Marta Cavalli (ITA)                    | 5.                                     |
| 62                                     | Stine Borgli (NOR)                     | 63.                                    |
| 63                                     | Grace Brown (AUS)                      | 12.                                    |
| 64                                     | Eugénie Duval (FRA)                    | 72.                                    |
| 65                                     | Maëlle Grossetête (FRA)                | 35.                                    |
| 66                                     | Marie Le Net (FRA)                     | 28.                                    |

| Le Col-Wahoo DRP | Le Col-Wahoo DRP               | Le Col-Wahoo DRP |
| ---------------- | ------------------------------ | ---------------- |
| Nr.              | Rytter                         | Placering        |
| 71               | Marjolein van 't Geloof (NED)  | 57.              |
| 72               | Eluned King (GBR)              | DNF              |
| 73               | María Martins (POR) (landevej) | 37.              |
| 74               | Flora Perkins (GBR)            | DNF              |
| 75               | April Tacey (GBR)              | 91.              |
| 76               | Gladys Verhulst (FRA)          | 59.              |

| Arkéa Pro Cycling Team ARK | Arkéa Pro Cycling Team ARK    | Arkéa Pro Cycling Team ARK |
| -------------------------- | ----------------------------- | -------------------------- |
| Nr.                        | Rytter                        | Placering                  |
| 81                         | Lucie Jounier (FRA)           | 69.                        |
| 82                         | Amandine Fouquenet (FRA)      | 30.                        |
| 83                         | Typhaine Laurance (FRA)       | DNF                        |
| 84                         | Marie-Morgane Le Deunff (FRA) | DNF                        |
| 85                         | Anaïs Morichon (FRA)          | 36.                        |
| 86                         | Greta Richioud (FRA)          | DNF                        |

| Ceratizit-WNT Pro Cycling WNT | Ceratizit-WNT Pro Cycling WNT          | Ceratizit-WNT Pro Cycling WNT |
| ----------------------------- | -------------------------------------- | ----------------------------- |
| Nr.                           | Rytter                                 | Placering                     |
| 91                            | Maria Giulia Confalonieri (ITA)        | 84.                           |
| 92                            | Sandra Alonso (ESP)                    | 10.                           |
| 93                            | Franziska Brauße (GER)                 | 78.                           |
| 94                            | Marta Lach (POL)                       | 22.                           |
| 95                            | Kathrin Schweinberger (AUT) (landevej) | DNF                           |
| 96                            | Lara Vieceli (ITA)                     | DNF                           |

| Team BikeExchange-Jayco BEX | Team BikeExchange-Jayco BEX | Team BikeExchange-Jayco BEX |
| --------------------------- | --------------------------- | --------------------------- |
| Nr.                         | Rytter                      | Placering                   |
| 101                         | Jessica Allen (AUS)         | DNF                         |
| 102                         | Teniel Campbell (TTO)       | 42.                         |
| 103                         | Nina Kessler (NED)          | DNF                         |
| 104                         | Ruby Roseman-Gannon (AUS)   | 52.                         |

| Canyon-SRAM Racing CSR | Canyon-SRAM Racing CSR | Canyon-SRAM Racing CSR |
| ---------------------- | ---------------------- | ---------------------- |
| Nr.                    | Rytter                 | Placering              |
| 111                    | Alice Barnes (GBR)     | 34.                    |
| 112                    | Shari Bossuyt (BEL)    | 48.                    |
| 113                    | Elise Chabbey (SUI)    | 4.                     |
| 114                    | Tiffany Cromwell (AUS) | 16.                    |
| 115                    | Lisa Klein (GER)       | 77.                    |
| 116                    | Sarah Roy (AUS)        | 41.                    |

| Valcar-Travel & Service VAL | Valcar-Travel & Service VAL | Valcar-Travel & Service VAL |
| --------------------------- | --------------------------- | --------------------------- |
| Nr.                         | Rytter                      | Placering                   |
| 121                         | Chiara Consonni (ITA)       | 25.                         |
| 122                         | Alice Maria Arzuffi (ITA)   | DNF                         |
| 123                         | Karolina Kumięga (POL)      | 55.                         |
| 124                         | Silvia Persico (ITA)        | DNF                         |
| 125                         | Ilaria Sanguineti (ITA)     | DNF                         |
| 126                         | Margaux Vigie (FRA)         | 71.                         |

| Liv Racing Xstra LIV | Liv Racing Xstra LIV            | Liv Racing Xstra LIV |
| -------------------- | ------------------------------- | -------------------- |
| Nr.                  | Rytter                          | Placering            |
| 131                  | Valerie Demey (BEL)             | 21.                  |
| 132                  | Alison Jackson (CAN) (landevej) | 13.                  |
| 133                  | Katia Ragusa (ITA)              | 88.                  |
| 134                  | Silke Smulders (NED)            | DNF                  |
| 135                  | Amber van der Hulst (NED)       | 38.                  |

| AG Insurance NXTG AGI | AG Insurance NXTG AGI   | AG Insurance NXTG AGI |
| --------------------- | ----------------------- | --------------------- |
| Nr.                   | Rytter                  | Placering             |
| 141                   | Mylène de Zoete (NED)   | DNF                   |
| 142                   | Senne Knaven (BEL)      | DNF                   |
| 143                   | Gaia Masetti (ITA)      | 68.                   |
| 144                   | Ilse Pluimers (NED)     | 23.                   |
| 145                   | Maud Rijnbeek (NED)     | 53.                   |
| 146                   | Eline Van Rooijen (NED) | DNF                   |

| Parkhotel Valkenburg PHV | Parkhotel Valkenburg PHV  | Parkhotel Valkenburg PHV |
| ------------------------ | ------------------------- | ------------------------ |
| Nr.                      | Rytter                    | Placering                |
| 151                      | Femke Markus (NED)        | 18.                      |
| 152                      | Leonie Bos (NED)          | DNF                      |
| 153                      | Mischa Bredewold (NED)    | 58.                      |
| 154                      | Lieke Nooijen (NED)       | DNF                      |
| 155                      | Kirstie van Haaften (NED) | DNF                      |
| 156                      | Sofie Van Rooijen (NED)   | DNF                      |

| EF Education-TIBCO-SVB TIB | EF Education-TIBCO-SVB TIB | EF Education-TIBCO-SVB TIB |
| -------------------------- | -------------------------- | -------------------------- |
| Nr.                        | Rytter                     | Placering                  |
| 161                        | Letizia Borghesi (ITA)     | DNF                        |
| 162                        | Tanja Erath (GER)          | 87.                        |
| 163                        | Clara Honsinger (USA)      | 29.                        |
| 164                        | Emma Langley (USA)         | DNF                        |
| 165                        | Abi Smith (GBR)            | 54.                        |
| 166                        | Magdeleine Vallieres (CAN) | 74.                        |

| Cofidis COF | Cofidis COF                   | Cofidis COF |
| ----------- | ----------------------------- | ----------- |
| Nr.         | Rytter                        | Placering   |
| 171         | Martina Alzini (ITA)          | 50.         |
| 172         | Victoire Berteau (FRA)        | 17.         |
| 173         | Alana Castrique (BEL)         | 20.         |
| 174         | Valentine Fortin (FRA)        | DNF         |
| 175         | Cédrine Kerbaol (FRA)         | 60.         |
| 176         | Gabrielle Pilote Fortin (CAN) | DNF         |

| Plantur-Pura ___ | Plantur-Pura ___               | Plantur-Pura ___ |
| ---------------- | ------------------------------ | ---------------- |
| Nr.              | Rytter                         | Placering        |
| 181              | Sanne Cant (BEL)               | 62.              |
| 182              | Manon Bakker (NED)             | 80.              |
| 183              | Kim de Baat (BEL)              | DNF              |
| 184              | Julie de Wilde (BEL)           | DNF              |
| 185              | Marion Norbert Riberolle (BEL) | 97.              |
| 186              | Aniek van Alphen (NED)         | 73.              |

| St Michel-Auber 93 AUB | St Michel-Auber 93 AUB | St Michel-Auber 93 AUB |
| ---------------------- | ---------------------- | ---------------------- |
| Nr.                    | Rytter                 | Placering              |
| 191                    | Elodie Le Bail (FRA)   | DNF                    |
| 192                    | Alison Avoine (FRA)    | 89.                    |
| 193                    | Simone Boilard (CAN)   | 61.                    |
| 194                    | Perrine Clauzel (FRA)  | 67.                    |
| 195                    | Barbara Fonseca (FRA)  | 70.                    |
| 196                    | Margot Pompanon (FRA)  | 65.                    |

| Uno-X Pro Cycling Team UXT | Uno-X Pro Cycling Team UXT  | Uno-X Pro Cycling Team UXT |
| -------------------------- | --------------------------- | -------------------------- |
| Nr.                        | Rytter                      | Placering                  |
| 201                        | Anniina Ahtosalo (FIN)      | 56.                        |
| 202                        | Susanne Andersen (NOR)      | 43.                        |
| 203                        | Hannah Barnes (GBR)         | 83.                        |
| 204                        | Julie Leth (DEN)            | 32.                        |
| 205                        | Amalie Lutro (NOR)          | 86.                        |
| 206                        | Mie Bjørndal Ottestad (NOR) | 95.                        |

| Stade Rochelais Charente-Maritime CMW | Stade Rochelais Charente-Maritime CMW       | Stade Rochelais Charente-Maritime CMW |
| ------------------------------------- | ------------------------------------------- | ------------------------------------- |
| Nr.                                   | Rytter                                      | Placering                             |
| 211                                   | India Grangier (FRA)                        | 92.                                   |
| 212                                   | Noémie Abgrall (FRA)                        | 96.                                   |
| 213                                   | Frances Janse van Rensburg (RSA) (landevej) | 93.                                   |
| 214                                   | Anastasija Kolesava (BLR)                   | DNF                                   |
| 215                                   | Kristina Nenadovic (FRA)                    | DNF                                   |
| 216                                   | Maëva Squiban (FRA)                         | DNF                                   |

| Human Powered Health HPW | Human Powered Health HPW | Human Powered Health HPW |
| ------------------------ | ------------------------ | ------------------------ |
| Nr.                      | Rytter                   | Placering                |
| 221                      | Mieke Kröger (GER)       | 75.                      |
| 222                      | Henrietta Christie (NZL) | 90.                      |
| 223                      | Katie Clouse (USA)       | DNF                      |
| 224                      | Evy Kuijpers (NED)       | 82.                      |
| 225                      | Makayla MacPherson (USA) | DNF                      |
| 226                      | Lily Williams (USA)      | 49.                      |

| Roland Cogeas-Edelweiss Squad CGS | Roland Cogeas-Edelweiss Squad CGS | Roland Cogeas-Edelweiss Squad CGS |
| --------------------------------- | --------------------------------- | --------------------------------- |
| Nr.                               | Rytter                            | Placering                         |
| 231                               | Hannah Buch (GER)                 | DNF                               |
| 232                               | Tamara Dronova-Balabolina (RUS)   | 51.                               |
| 233                               | Rotem Gafinovitz (ISR)            | 94.                               |
| 234                               | Diana Klimova (RUS)               | DNF                               |
| 235                               | Aline Seitz (SUI)                 | DNF                               |
| 236                               | Olga Sabelinskaja (UZB)           | DNF                               |